# Krzysztof Korzeński
Krzysztof Tadeusz Korzeński (ur. 14 października 1945 w Zagości) – polski inżynier geodezji górniczej i polityk komunistyczny, poseł na Sejm PRL IX kadencji (1985–1989).

## Życiorys
W 1969 uzyskał tytuł magistra inżyniera geodezji górniczej w Akademii Górniczo-Hutniczej w Krakowie, od 1974 pracował jako mierniczy górniczy. W 1972 wstąpił do Polskiej Zjednoczonej Partii Robotniczej. Był I sekretarzem Podstawowej Organizacji Partyjnej PZPR, członkiem egzekutywy Komitetu Zakładowego partii, a także członkiem Komitetu Miejskiego i Wojewódzkiego PZPR. Wiceprzewodniczący Komisji Młodzieżowej KW PZPR. Należał do Związku Harcerstwa Polskiego, Związku Młodzieży Wiejskiej, Związku Młodzieży Socjalistycznej, Zrzeszenia Studentów Polskich, Związku Socjalistycznej Młodzieży Polskiej. Od 1985 do 1989 był posłem na Sejm PRL z okręgu Tarnobrzeg. W Sejmie zasiadał w dwóch komisjach: Górnictwa i Energetyki oraz Ochrony Środowiska i Zasobów Naturalnych.
Otrzymał Medal 40-lecia Polski Ludowej, odznakę „Za Zasługi Dla ZMS” i „Za Zasługi dla ZSMP” oraz Złote, Srebrne i Brązowe Odznaczenie im. Janka Krasickiego.